# Dzień Zwycięstwa nad Nazizmem w II Wojnie Światowej
Dzień Zwycięstwa nad Nazizmem w II Wojnie Światowej (ukr. День перемоги над нацизмом у Другій світовій війні) lub Dzień zwycięstwa – święto państwowe i dzień wolny od pracy na Ukrainie, który jest obchodzony 9 maja, począwszy od 2015. Zastąpił obchodzony wcześniej Dzień Zwycięstwa.
Dzień zwycięstwa nad nazizmem w II wojnie światowej został ustanowiony jako święto państwowe poprzez przyjęcie 9 kwietnia 2015 przez Radę Najwyższą Ukrainy projektu ustawy № 2539 „W sprawie uwiecznienia zwycięstwa nad nazizmem w II wojnie światowej 1939/45”.

## Różnica z „Dniem Zwycięstwa”
Przyjęty pakiet ustaw o dekomunizacji unieważnił ustawę Rady Najwyższej Ukrainy „O utrwaleniu zwycięstwa w Wielkiej Wojnie Ojczyźnianej 1941–1945”. Zgodnie ze zmianą przepisów nowe święto obchodzone jest bez użycia radzieckich symboli i określenia „wielka wojna ojczyźniana”. Od 2015 używanie radzieckich symboli grozi odpowiedzialnością karną.
Według Ukraińskiego Instytutu Pamięci Narodowej nowe znaczenie obchodów Dnia Pamięci i Pojednania oraz Dnia Zwycięstwa nad Nazizmem w II wojnie światowej obejmuje:
- przemyślenie wydarzeń II wojny światowej, zniszczenie radzieckich mitów historycznych, szczery dialog o trudnych kartach przeszłości
- równe uczczenie pamięci wszystkich, którzy walczyli z nazizmem
- przeniesienie punktu ciężkości z historii działań wojennych na historię konkretnych ludzi.

## Coroczne obchody święta

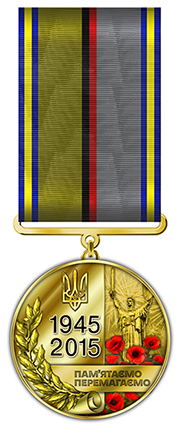
Ustanowiony w 2015 ukraiński medal jubileuszowy „70 lat zwycięstwa nad nazizmem”

### 2015
W 2015 prezydent Ukrainy Petro Poroszenko ustanowił Medal jubileuszowy „70 lat zwycięstwa nad nazizmem”.

### 2016
Pierwsze oficjalne obchody święta. Przewodniczący Rady Najwyższej Ukrainy Andrij Parubij z okazji święta wygłosił głęboko antyrosyjskie przemówienie. Coroczny przemarsz nieśmiertelnego pułku został przerwany przez nacjonalistów machających flagami Ukraińskiej Powstańczej Armii i wykrzykujących wulgarne oraz szowinistyczne hasła. Ci, którzy brali udział w marszu, przeciwstawiali się nacjonalistom, skandując słowa „Faszyzm nie przejdzie” przed złożeniem kwiatów w Parku Wiecznej Chwały w Kijowie.
Ukraiński Instytut Pamięci Narodowej uruchomił tematyczny projekt informacyjno-edukacyjny „Wojna bez wyjątków. Historie kobiet z II wojny światowej ”, ogłaszając, że obchody święta w 2016 będą poświęcone losom kobiet w czasie II wojny światowej.

### 2017
Ostre konfrontacje między demonstrantami obserwowano w Zaporożu, Charkowie i Odessie. W Dnieprze miały miejsce starcia z sympatykami Bloku Opozycyjnego. Doszło do policyjnej interwencji, kilka osób natomiast odniosło poważne obrażenia.

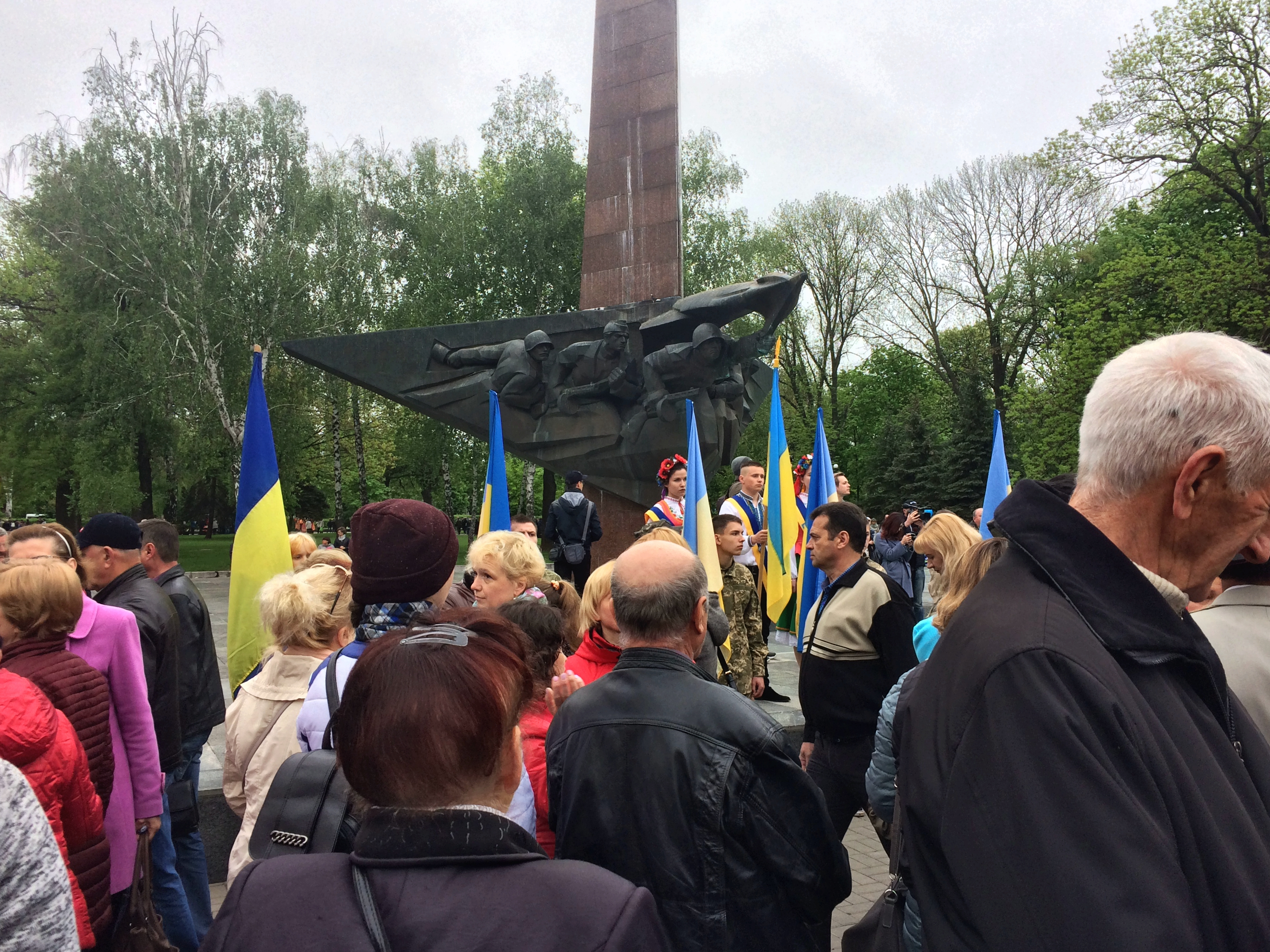
Obchody dnia zwycięstwa nad nazizmem w Białej Cerkwi w 2019

### 2019
Ówczesny prezydent elekt Wołodymyr Zełenski zaaranżował w Zaporożu spotkanie weteranów Armii Czerwonej i Ukraińskiej Powstańczej Armii.

### 2020
W 2020 oficjalne obchody zostały odwołane na polecenie premiera Denysa Szmyhala, w związku z pandemią COVID-19 na Ukrainie. 7 maja mer Kijowa Witalij Kłyczko zapowiedział zorganizowanie planowanej imprezy w Parku Wiecznej Chwały, w której będzie zachowany wysoki poziom bezpieczeństwa. Prezydent Wołodymyr Zełenski udał się z roboczą wizytą do obwodu ługańskiego, gdzie odwiedził kompleks pamięci „Ukraina wyzwolicielom”. Odwiedził także obwód zakarpacki, gdzie złożył kwiaty na kompleksie pamięci „Wzgórze Chwały”. W czasie swojego przemówienia z 9 maja oddał hołd walczącym w czasie II wojny światowej Ukraińcom, w tym asom myśliwskim oraz Bohaterom Związku Radzieckiego Iwanowi Kożedubowi i Amietowi-Chanowi Sułtanowi.
Obchody święta nie obyły się jednak bez problemów. W Zaporożu zorganizowano wiec, na którym doszło do starć z aktywistami, zrywającymi z samochodów zakazane przez prawa dekomunizacyjne symbole radzieckie. W Odessie, na uroczystości świątecznej zorganizowanej przez działaczy Opozycyjnej Platformy - Za Życie (drugiej siły politycznej na Ukrainie), flagi imprezowe w stylu radzieckim zostały usunięte z samochodów podczas rajdu, a jeden z dziennikarzy został zaatakowany.